# Tomoko Ohara
Tomoko Ohara (大原 智子 Ohara Tomoko?), född 1957, är en japansk tidigare fotbollsspelare.
Tomoko Ohara debuterade för japans landslag den 9 september 1981 i en 0–9-förlust mot Italien. Hon spelade 1 landskamp för det japanska landslaget.